# Bio-Suit

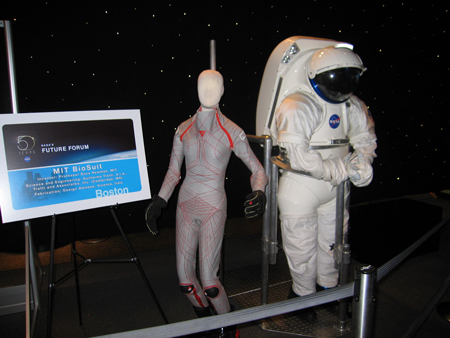
MIT-Bio-Suit neben einem konventionellen Raumanzug

Der Bio-Suit oder Biosuit war ein Forschungsprojekt des Massachusetts Institute of Technology (MIT) in den 2000er bis frühen 2010er Jahren zur Entwicklung eines neuartigen Raumanzugs. Die Besonderheit des Anzugs bestand darin, dass er ausschließlich im Helm eine künstliche Atmosphäre gewährleisten sollte. An allen anderen Körperstellen würde ein spezielles Gewebe aus Latex und Drähten für den nötigen Außendruck sorgen.